# Munkerud
Munkerud är en ort utanför Munkfors på den västra sidan av Klarälven.

## Historia
Gårdsnamnet finns belagt i 1540 års skattelängd och ingick ursprungligen i Övre Ulleruds socken . Innehavare var då Nils och gården beskattades med 6 mark. När Ransäter blev en självständig socken under 1600-talet så kom Munkerud att inordnas under denna nya socken.